# Ordinador portàtil

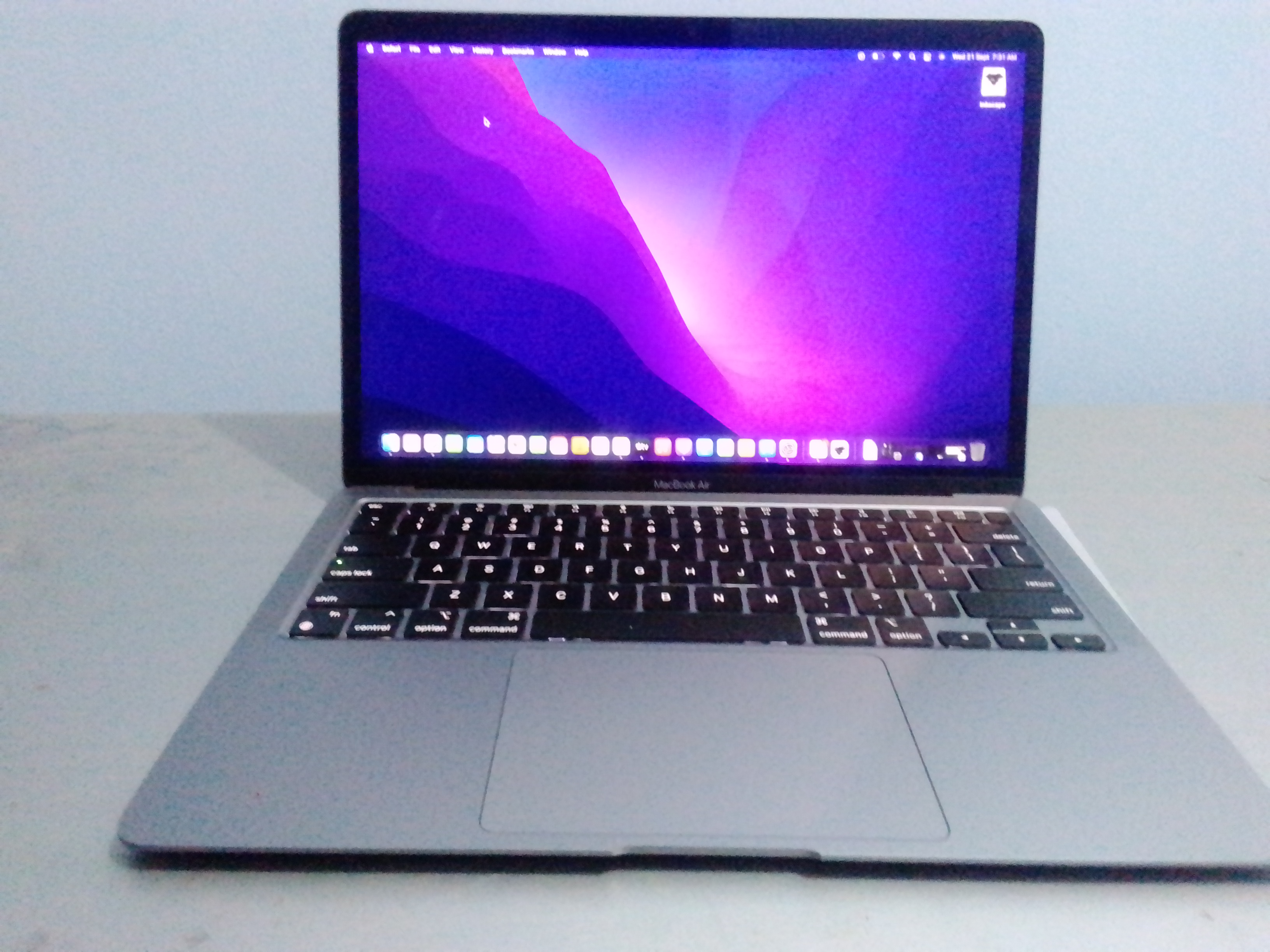
Foto d'un MacBook Air d'Apple.

Un ordinador portàtil és un petit ordinador mòbil que pesa entre vuit-cents grams i sis quilograms aproximadament, depenent de la grandària, dels materials emprats en la seva fabricació i d'altres factors.
Els ordinadors portàtils són capaços de desenvolupar les mateixes tasques que un ordinador de sobretaula, encara que solen presentar menors prestacions pel mateix preu. Això és perquè contenen components que són similars als dels ordinadors de sobretaula i fan les mateixes funcions, però són miniaturitzats i optimitzats per a ús mòbil i consum energètic eficient. Normalment tenen pantalla de cristall líquid i la majoria utilitzen diferents mòduls de memòria per a la seva memòria RAM.
A més d'un teclat d'ordinador integrat al conjunt, també solen incorporar un ratolí tàctil (superfície sensible al contacte de la mà) o un ratolí de botó (botó integrat al teclat, la part superior del qual es fa girar per dirigir el desplaçament de la busca), encara que s'hi poden connectar tota mena de dispositius externs.
L'ordinador portàtil ha augmentant notablement la seua utilització front a l'ordinador de sobretaula, a causa del seu abaratiment i la reducció de la seua mida. Actualment (febrer, 2018) trobem al mercat unitats des de set polzades (7") o grans portàtils de sobretaula.

## Història

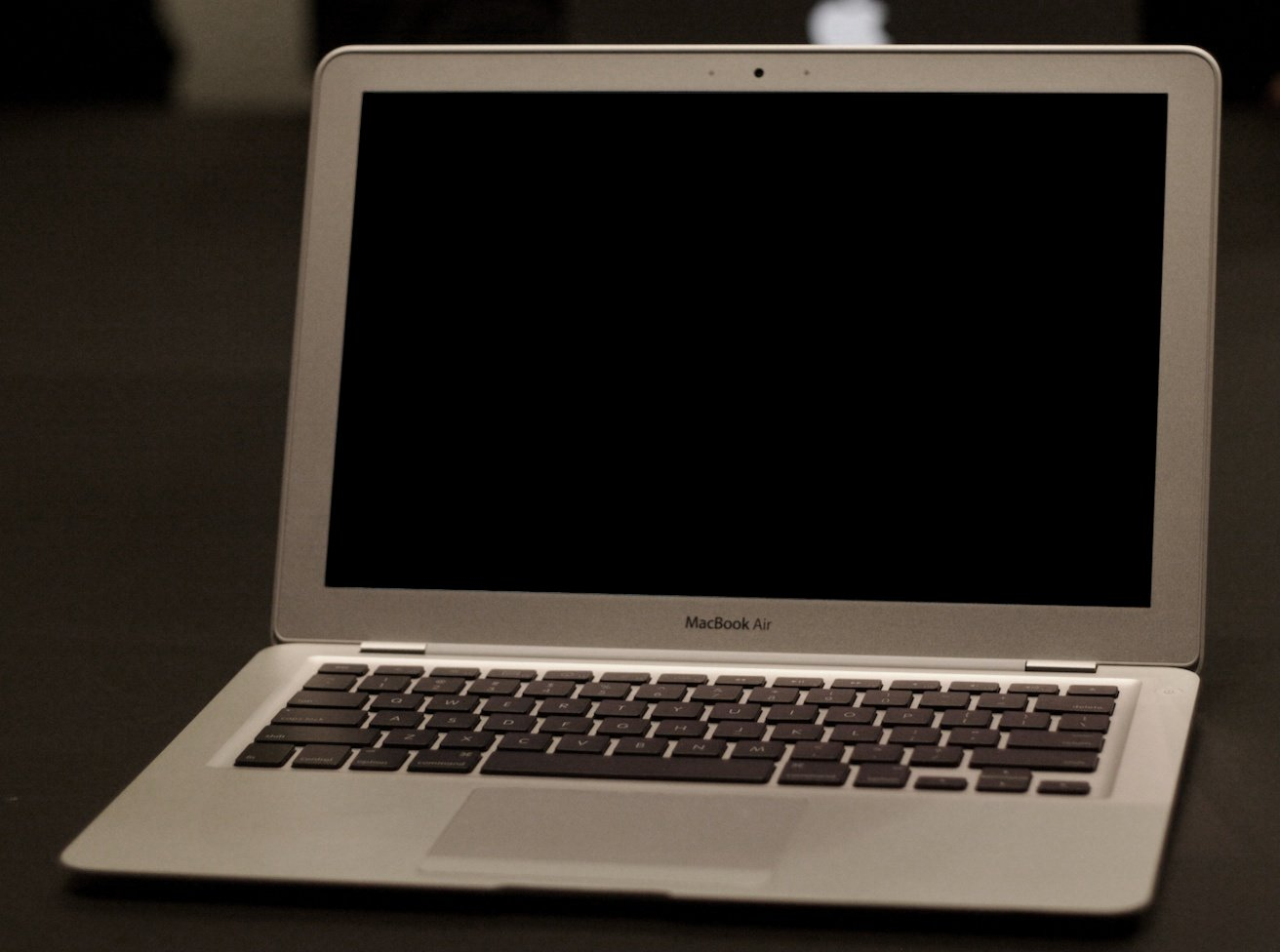
MacBook Air.

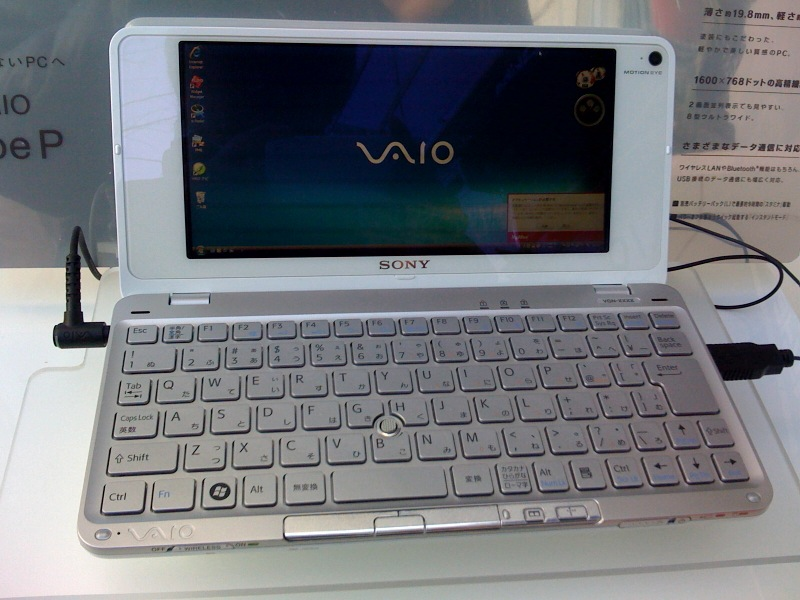
Sony VAIO Sèrie P (2009).

El primer ordinador portàtil considerat com a tal va ser l'Epson HX-20 desenvolupat l'any 1981. Va demostrar els seus grans beneficis per al treball de científics, militars, empresaris, i altres professionals, que van veure l'avantatge de poder portar amb ells el seu ordinador amb tota la informació que necessitaven d'un lloc a un altre.
L'Osborne 1 va sortir al mercat comercial a l'abril de 1981. Va tenir èxit per al comerç majorista amb el format actual, tot i que llavors eren summament limitades, fins i tot per a la tecnologia de l'època.
El 1985 el Departament R&D de CMET va desenvolupar Microtor I, un Computador Portàtil basat en la CPU 6502. Va ser el primer a incorporar un mòdem Acústic, Display de Cristall Líquid i Impressora Tèrmica. El desenvolupament va ser llançat a la Fira Internacional de Santiago FISA d'aquest any.
El 1995, amb l'arribada de Windows 95, la venda de les portàtils es va incrementar notablement. En l'actualitat sobrepassa les vendes dels equips d'escriptori. En el tercer trimestre de 2008, les vendes dels portàtils van superar per primera vegada les dels equips d'escriptori, segons la firma d'investigació iSuppli Corp. 

### L'ordinador portàtil de 100 dòlars

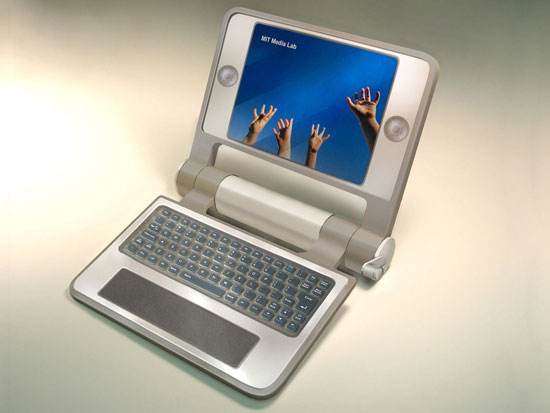
Prototip de la primera generació de les computadores portàtils de 100 dòlars.

El 2005, membres universitaris del MIT Media Lab, entre ells Nicholas Negroponte i Lewis Stiward, van introduir el portàtil de 100 dòlars i el projecte Un portàtil per nen. El seu objectiu era dissenyar, fabricar i distribuir portàtils prou barats per proveir amb un a cada nen al món, i que així poguessin tenir accés a coneixements i mètodes educatius moderns. Els ordinadors portàtils es vendrien als governs i es repartirien els nens a les escoles nord-americanes i altres països, fins i tot a Amèrica llatina. L'ordinador portàtil es va considerar l'aparell més útil del món, perquè era petit, era molt fàcil de manejar, i era més lleuger que els primers dissenys. Aquesta idea es va adoptar en alguns països, entre ells Uruguai (vegeu Pla Ceibal i  OLPC (One Laptop Per Child)) i Argentina (vegeu Connectar Igualtat).

### Ordinador portàtil d'escriptori

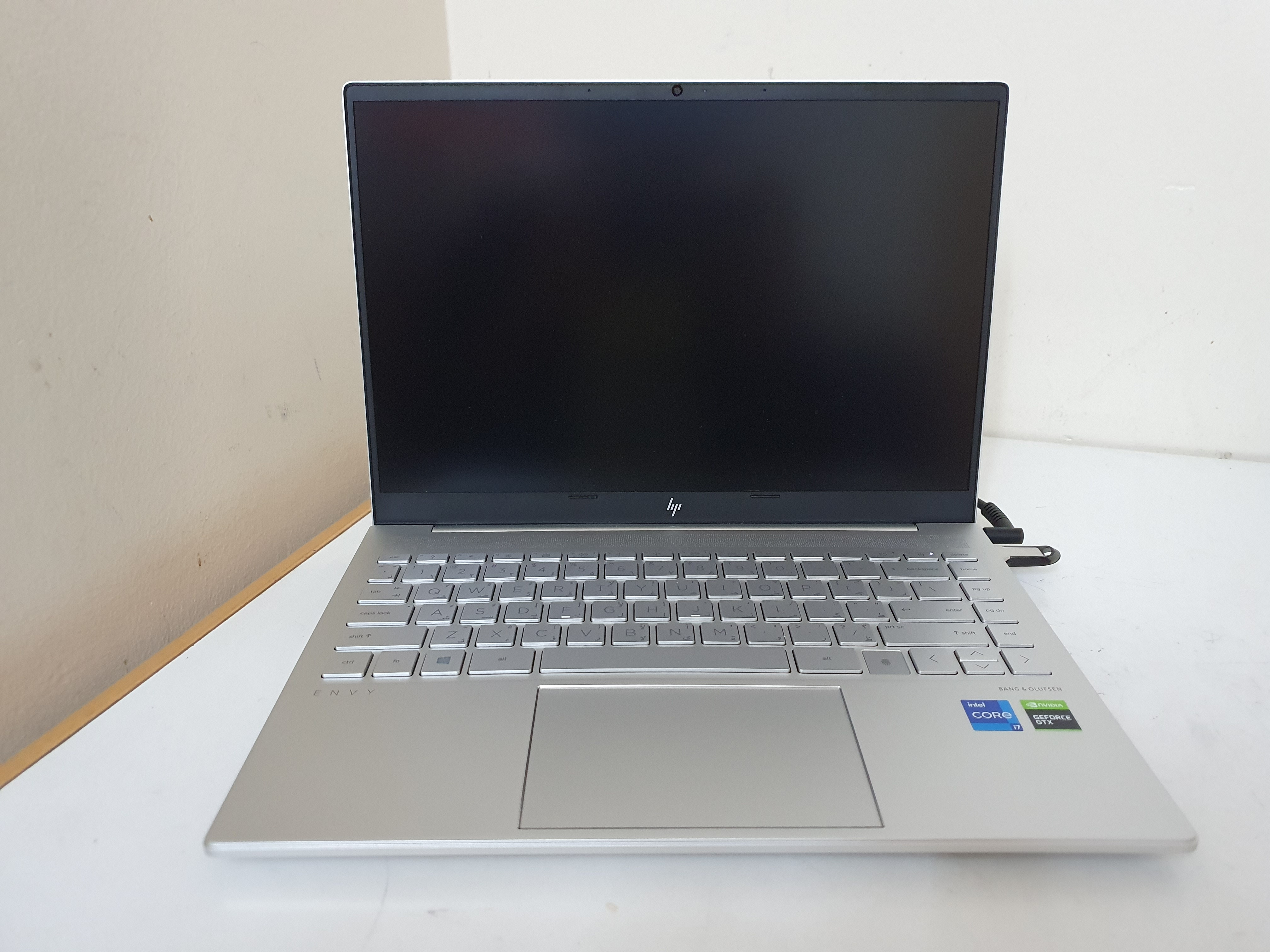
HP Envy.

Una ordinador portàtil d'escriptori o desknote és un híbrid entre una ordinador d'escriptori i un portàtil tradicional.
A la fi de 2002, ECS va introduir l'ordinador portàtil de sobretaula al món de les computadores.
Un ordinador portàtil de sobretaula és un ordinador portàtil amb la tecnologia i especificacions (incloent potència i velocitat) més recents d'ordinadors d'escriptori; combina la unitat principal d'ordinador (p. ex. placa mare, CPU, disc dur, ports externs, etc.) amb una pantalla de cristall líquid (LCD). Per tant, un ordinador portàtil d'escriptori generalment té una mida similar a un portàtil gran, encara que a diferència d'aquests, els desknotes requereixen un teclat i un ratolí extern.

### Ordinador 2 en 1 o híbrids
És un PC 2 en 1, també conegut com un Tablet o Laptop all in one, o simplement, 2-in-1, és un ordinador portàtil que comparteix característiques tant de les tauletes com dels ordinadors portàtils. Abans de l'aparició dels 2-en-1, els termes convertibles i híbrids ja eren utilitzats pels periodistes en tecnologia. El terme convertible es refereix típicament als PC 2-en-1 que presentaven algun tipus de mecanisme d'ocultació de teclat que permet que el teclat pugui lliscar o girar darrere de la part posterior del xassís de l'ordinador, mentre que el terme de híbrid normalment es refereix a dispositius que oferien la disponibilitat d'acoblar un teclat.

### Impacte social
«L'important és que el créixer en una societat moderna ha patit tres canvis fonamentals: la modificació de les relacions familiars, la reestructuració de les fases de la infantesa i de la joventut, i un creixement dels aparells tecnològics dia a dia.» La comunicació és fonamental especialment per als joves que viuen en aquesta època de modernització.
 
Els aparells tecnològics com els ordinadors portàtils, han facilitat aquesta comunicació de persona a persona, ja que a través d'aquesta tecnologia un es pot comunicar sense necessitat d'estar d'enfront de l'altra persona.
 
El poder comunicar-se a través d'aquests mitjans li han facilitat a molts els seus treballs ja que tenen «més llibertat i comoditat».  Però també hi ha un desavantatge d'aquests avenços en la tecnologia com l'ordinador portàtil, ens han fet ser persones més individualistes i, en una societat tan competitiva com aquesta, les persones han de desenvolupar-se tant en l'àmbit social com en el tecnològic, i aconseguir un equilibri entre tots dos per poder progressar.
L'impacte social de la tecnologia i la ciència han estat suport de la millora en el benestar d'una població i la seva qualitat de vida, sense oblidar els aspectes materials relacionats amb ells, com ara l'alimentació, l'habitatge, el transport, les comunicacions i tota l'activitat d'infraestructura econòmica que resulta imprescindible per al desenvolupament d'un país i de les seves persones.

## Components
- CPU o microprocessador. Ha de ser de baix consum, com els Intel M, integrats a la plataforma Intel Centrino i NAPA, o els AMD Turion 64.
- Disc dur de 2,5 o 1,8 polzades i de 5.400 revolucions, front als 3,5 i 7.200 revolucions dels ordinadors de sobretaula. La reducció de la mida és òbvia, ja que millora la portabilitat i la reducció de revolucions redueix el consum energètic i millora la dissipació de la calor. Actualment han començat a distribuir-se models amb disc SSD, és a dir d'estat sòlid, com les memòries flash o USB. Amb el que el temps d'accés, pes i consum elèctric es redueix sensiblement
- Mòduls de memòria RAM SODIMM (Small Outline DIMM) més petits i eficients que els DIMM dels sobretaula.
- Unitat lectora/gravadora de DVD o Blu-ray. Cada vegada és més freqüent l'existència de models de tipus slot-in.
- Teclat integrat, que solen tenir una distància de recorregut més curta per a les combinacions i per a un reduït grup de tecles. No sol comptar amb teclat numèric i les tecles de funció poden estar col·locades en llocs que difereixen d'un teclat d'ordinador de sobretaula.
- Pantalla integrada tipus TFT o OLED que al seu torn realitza la funció de tapa del portàtil i facilita la seva mobilitat. Els portàtils moderns generalment compten amb una pantalla de 13 polzades (33 cm) o més gran, amb resolucions de 1280 × 800 (16:10) o 1366 × 768 (16:9) píxels o superiors. Alguns models utilitzen pantalles amb resolucions comuns en ordinadors de sobretaula (per exemple, 1440×900, 1600×900 i 1680×1050.) Els models amb retroiluminació basada en LED tenen un menor consum d'electricitat i angles de visió més amples. Els que compten amb pantalles de 10 polzades (25 cm) o menys tenen una resolució de 1024×600, mentre que els de 11,6 (29 cm) o 12 polzades (30 cm) tenen resolucions estàndards de portàtils. [8][9][10]
- Panell tàctil per a manejar el punter en lloc del ratolí .
- Carregador o abreujadament PSU (de l'anglès Power Supply Unit, font d'alimentació), que tendeix a ser universal (denominat Universal Power Adapter for Mobile Devices - UPAMD).[11] Els portàtils es poden carregar en ús, per optimitzar temps i energia. Generalment poden rebre indistintament corrent altern americana (110 V a 60 Hz) o europea (220 V a 50 Hz), i produeixen un voltatge de corrent continua d'uns 12 volts (en el rang de 7,2 a 19,5 volts).
- Bateria, que sol tenir típicament una durada de 2 a 4 hores en equips de 15,6 ". Una bateria de 6 cel en un netbook amb Intel Atom pot proporcionar una durada d'unes 6 hores depenent del model i l'ús.

## Avantatges

### Portabilitat
És usualment la primera peculiaritat esmentada en comparar els ordinadors portàtils amb les d'escriptori. La portabilitat física permet que l'ordinador portàtil pugui ser usada en molts llocs - no només a la llar i el treball, però també durant el transport o viatge, en cafeteries, auditoris, llibreries, en el lloc on es troba el client, etc. La portabilitat ofereix molts avantatges.
- Productivitat: Utilitza un ordinador portàtil en llocs i situacions inapropiades per un ordinador d'escriptori. Per exemple: Un empleat administrant els seus correus electrònics durant un viatge llarg o un estudiant realitzant la seva tasca a la cafeteria durant un descans entre conferències.
- Immediatesa: El transportar un ordinador portàtil implica tenir accés instantani a informació diversa, arxius personals i treballs. La immediatesa permet una millor col·laboració entre empleats o estudiants, ja que una computador portàtil pot ser oberta per presentar la informació desitjada en qualsevol moment i lloc.
- Informació actualitzada: Si una persona té més d'un ordinador d'escriptori, els canvis realitzats en una no es reflecteixen automàticament en l'altra. Existeixen diverses solucions al problema, incloent la transferència (mitjançant memòries USB o discs òptics) o l'ús d'un programa de sincronització per Internet. No obstant això l'ús d'una sola ordinador portàtil en tots dos llocs evita el problema del tot, així que els arxius existeixen en un sol lloc i sempre estan actualitzats.
- Connectivitat: La proliferació de xarxes sense fils Wi-Fi i serveis de banda ampla mòbil (HSDPA, LTE i altres) combinades amb el suport gairebé universal de les computadores portàtils implica que un ordinador portàtil pot accedir fàcilment a Internet i les xarxes locals mentre estan en moviment.

### Altres avantatges
- Mida: Els ordinadors portàtils són més petits que els ordinadors d'escriptori. Això és un avantatge en llocs on hi ha poc espai, com habitatges petits. Quan no està en ús, un ordinador portàtil pot tancar-se i ser guardat.
- Menor consum d'energia: Els ordinadors portàtils són molt més eficients que els ordinadors d'escriptori. Un ordinador portàtil fa servir 20-120 Watts comparats amb els 100-800 Watts per als ordinadors d'escriptori. Això pot beneficiar especialment als negocis (els quals fan servir centenars d'ordinadors personals, multiplicant els estalvis potencials) i llars on un ordinador sempre està encesa (com un servidor de mitjans domèstic, servidor d'impressió, etc.).
- Més silenciosos: Els ordinadors portàtils són usualment més silenciosos que els ordinadors d'escriptori, a causa dels components (discs durs més lents i silenciosos de 2,5 polzades) i la menor producció de calor implicant l'ús de ventiladors més petits i silenciosos.
- Bateria: Un ordinador portàtil pot continuar en ús en cas d'una apagada i no és afectada per interrupcions d'energia curtes i apagades. Un ordinador d'escriptori necessita una UPS o No-Break per gestionar les interrupcions breus, apagades i pics; arribar a un temps de bateria major a 20 a 30 minuts requereix un UPS o No-Break gran i costós.
- Tot en un: Dissenyats per ser portàtils, els ordinadors portàtils tenen tot integrat en la carcassa. Per a les computadores d'escriptori (amb excepció de les tot en un) això es divideix a l'escriptori, teclat, ratolí, pantalla i perifèrics opcionals com els altaveus.

## Desavantatges
- La pantalla se situa per sota de la línia de visió. Es necessita inclinar el cap constantment, el que resulta una postura perjudicial. Per a treballs puntuals no suposa una gran molèstia, però si l'aparell s'utilitza com un ordinador de treball durant dies i mesos pot crear problemes a la columna.
- Les bateries de moment no poden cobrir set o vuit hores de funcionament, una jornada laboral mitjana. Pel que la mobilitat es veu reduïda.
- Els diferents tipus de «ratolí» que porten són més incòmodes i menys manejables que els de sobretaula. S'han provat de botó i per pantalla, però cap de les dues solucions arriba a les prestacions i la comoditat dels d'ordinadors de taula.
- Els teclats solen ser menys manejables que els externs. Són més petits, tot i els nous portàtils amb pantalla més panoràmica. El clic amb ells no sol ser tan precís com amb els teclats de sobretaula.
- Pot ser impossible o almenys car de col·locar un altre disc dur més del principal.
- Alguns models solen escalfar-se en excés per la mala ventilació que tenen, a causa d'un mal disseny per part del fabricant, tenint petits orificis i un ventilador tipus turbina petit. Això comporta als següents problemes com: Apagats d'emergència, fent que la feina es perdi de manera sobtada. Alentiments, a causa que el sistema disminueix la velocitat del processador perquè aquest pugui refredar-se i no produir danys a l'equip.

Per solucionar aquests problemes s'han fabricat diverses solucions, especialment la primera. Existeixen en el mercat suports per a ordinadors portàtils regulables en alçada, amb la qual cosa s'aconsegueix col·locar la part superior de la pantalla en la línia dels ulls. Desgraciadament una solució així dificulta molt utilitzar el teclat, en estar molt més alt l'aparell i exigir tenir els braços en suspens permanentment. Els portàtils equipats amb diversos ports USB admeten el mateix tipus de teclat i de ratolí que s'utilitzen per a les màquines d'escriptori. No obstant això, en molts equips del segle XX i primera dècada del segle xxi, només podia connectar-se un perifèric per aquest sistema, posteriorment s'ha anat incrementant el nombre. Aquest increment ha permès també connectar discs durs externs, malgrat que aquests dispositius pateixen una demora en l'accés a les dades per necessitar arrencar la primera vegada que se'ls fa treballar. També s'han dissenyat bases refredadores per a portàtils on es col·loca sobre l'ordinador, aquestes solen portar un o més ventiladors que extreuen o ingressen aire a l'interior de la base del portàtil, aquestes funcionen per USB. No obstant, amb això queda desaprofitat un port USB, per tant aquesta només utilitza els 5 volts del mateix, a més queda més alt l'aparell i dificulta fer servir el teclat.